# Корвара
Корвара (итал. Corvara) је насеље у Италији у округу Пескара, региону Абруцо.
Према процени из 2011. у насељу је живело 15 становника. Насеље се налази на надморској висини од 641 м.

## Становништво
| 1931. | 1936. | 1951. | 1961. | 1971. | 1981. | 1991. | 2001. | 2011. |
| ----- | ----- | ----- | ----- | ----- | ----- | ----- | ----- | ----- |
| 1.214 | 1.313 | 1.230 | 932   | 616   | 488   | 333   | 289   | 278   |